# Sąpłaty (jezioro)
Sąpłaty – jezioro w woj. warmińsko-mazurskim, w powiecie szczycieńskim, w gminie Dźwierzuty.

## Opis
Jezioro leży w północnej części powiatu Szczytno w odległości około 24 km od Szczytna i około 14 km od Pasymia. Kształt jeziora wydłużony z północnego wschodu na południowy zachód. Z zachodniego brzegu wybiega w kierunku zachodnim duża, wydłużona zatoka o bardzo urozmaiconej linii brzegowej. Z południowych krańców wypływa rów łączący Sąpłaty z jeziorem Rusek, położonym koło wsi Rusek Wielki. Brzegi jeziora są wysokie, miejscami strome, otoczone polami i łąkami. Przy północnym krańcu leży wieś Sąpłaty, Julianowo i duży ośrodek wczasowy. Przy południowym krańcu leży osada Mycielin, a wschodnim brzegiem jeziora biegnie szosa.
Jezioro hydrologicznie otwarte poprzez rów na południowym zachodzie łączący je z jeziorem Ruskim
Dojazd ze Szczytna lub Olsztyna drogą krajową nr 53 do Pasymia, następnie powiatową nr 26601 w stronę Grzegrzółek, dalej powiatową 25166 do Ruska Wielkiego i dalej do Sąpłat.

## Dane morfometryczne
Powierzchnia zwierciadła wody według różnych źródeł wynosi od 77,5 ha do 81,4 ha.
Zwierciadło wody położone jest na wysokości 148,8 m n.p.m. lub 147,3 m n.p.m. bądź też 149,6 m n.p.m. Średnia głębokość jeziora wynosi 5,0 m, natomiast głębokość maksymalna 16,0 m.

## Hydronimia
Według urzędowego spisu opracowanego przez Komisję Nazw Miejscowości i Obiektów Fizjograficznych (KNMiOF) nazwa tego jeziora to Sąpłaty. W różnych publikacjach i na niektórych mapach topograficznych jezioro to występuje pod nazwą Buczek.